# Ptychoptera paludosa
Ptychoptera paludosa är en tvåvingeart som beskrevs av Johann Wilhelm Meigen 1804. Ptychoptera paludosa ingår i släktet Ptychoptera och familjen glansmyggor. Arten är reproducerande i Sverige. Inga underarter finns listade i Catalogue of Life.